# Catedral latina de San José (Bagdad)
La Catedral de San José o bien Catedral latina de San José es el nombre que recibe un edificio religioso de la Iglesia católica que se localiza en la ciudad de Bagdad la capital del país asiático de Irak. 
Debido a que sigue el rito romano o latino es llamada a veces la iglesia latina o catedral latina de San José esto para poder distinguirla de la Catedral caldea de San José dedicada al mismo santo pero que pertenece a la Iglesia católica caldea.
Funciona como catedral de la arquidiócesis de Bagdad (Bagdathensis Latinorum ) que fue establecida en 1643 como diócesis de Bagdad (Bagdathensis Latinorum) y elevada a su condición actual en 1848.
Fue originalmente una capilla construida en 1866 para reemplazar una estructura más pequeña que databa de 1721.